# Митропольский, Николай Васильевич
Николай Васильевич Митропольский (12 мая 1892 года, Москва — 25 ноября 1970 года, там же) — советский военачальник, полковник (1944).

## Биография
Родился 12 мая 1892 года в городе Москве, Россия. Русский.
В 1913 году Митропольский окончил полный курс гимназии в Москве и поступил в Московский межевой институт.

#### Первая мировая война
В мае 1916 году поступил юнкером в Алексеевское военное училище в Москве, после окончания ускоренного курса в октябре оставлен в нём помощником курсового офицера. В июне 1917 года командиром роты с юнкерским ударным батальоном убыл на Южный фронт, по возвращении с фронта в августе назначен командиром роты 196-го запасного пехотного полка в городе Тверь. В январе 1918 года был демобилизован в чине подпоручика и работал затем заведующим начальной школой в Москве.

#### Гражданская война
29 августа 1918 года призван в РККА и назначен в 5-й стрелковый полк в городе Серпухов, где проходил службу командиром взвода и батальона, помощником командира полка. С октября командовал 19-м стрелковым полком 3-й стрелковой дивизии на Южном фронте. В августе 1919 года под городом Короча Курской губернии был контужен, затем в том же месяце назначен исполнять должность для особых поручений при начальнике военизированной охраны ВЧК в Москве. С октября 1919 года командовал 3-м, а с декабря — 4-м стрелковыми полками Московской стрелковой дивизии ВЧК. С мая 1920 года был командиром 2-й отдельной бригады военизированной охраны ВЧК на Южном фронте, одновременно в этот же период исполнял должность начальника тыла Киевской губернии. С сентября 1920 года командовал особым полком при ВЧК и СНК Украины в городе Харьков.

#### Межвоенный период
В послевоенный период с июля 1922 года проходил службу начальником частей охраны особого порядка Южно-Донецкой железной дороге (г. Харьков), с мая 1923 года — командиром 1-го конвойного Московского полка. В октябре 1926 года уволен в запас.
Работал тарифоведом в Промбанке в Москве, с мая 1928 года — командиром отряда, начальником питомника служебных собак и заместителем начальника штаба тылового ополчения в Управлении военизированной охраны Московского промышленного округа Наркомата тяжелой промышленности, с ноября 1933 года — начальником студии записи фабрики «Грампласттрест», с марта 1939 года — начальником 1-го отделения в Управлении военизированной охраны Наркомата цветных металлов.

#### Великая Отечественная война
20 июля 1941 года призван из запаса и назначен командиром отдельного батальона при Свердловском райвоенкомате Москвы, а с 29 июля командовал курсантским батальоном Рязанского пехотного училища. С 29 августа исполнял должность заместителя командира 81-го запасного стрелкового полка 30-й запасной стрелковой бригады МВО (ст. Ильино). С 5 декабря 1941 года исполнял должность командира 364-го стрелкового полка 139-й стрелковой дивизии, формировавшейся в городах Иваново и Чебоксары. В период формирования с 5 по 21 декабря 1941 года майор Митропольский одновременно временно исполнял обязанности командира дивизии. В середине июля 1942 года дивизия прибыла на Калининский фронт под город Ржев и в составе 30-й армии участвовала в Ржевско-Сычёвской наступательной операции. 26 августа под городом Ржев он был тяжело ранен и контужен и до 29 октября 1942 года находился в госпиталях Калинина и Москвы. За мужество и героизм в этих боях подполковник Митропольский был награждён орденом Красного Знамени.
После выхода из госпиталя назначен заместителем командира 196-й стрелковой дивизии, находившейся на переформировании в МВО. С 21 января по 5 февраля 1943 года она убыла на Ленинградский фронт, где находилась в резерве командующего войсками фронта. В апреле дивизия вошла в 55-ю армию и заняла оборону на третьем армейском рубеже — Гарры, Усть-Ижора, Усть-Славянка. В начале августа она была подчинена 2-й ударной армии и находилась в резерве. 16 августа передислоцирована севернее Рабочего поселка № 2 и, войдя в состав 67-й армии, участвовала с ней в Мгинской наступательной операции. С 8 сентября 1943 года находилась в резерве Ставки ВГК на пополнении. В конце декабря 1943 года — начале января 1944 года она была переброшена на ораниенбаумский плацдарм во 2-ю ударную армию Приморской оперативной группы Ленинградского фронта и затем участвовала в Ленинградско-Новгородской, Красносельско-Ропшинской наступательных операциях. За образцовое выполнение заданий командования в боях по снятию блокады Ленинграда и непосредственное участие в освобождении города Красногвардейск (Гатчина) ей было присвоено наименование «Гатчинская» (27.1.1944).
С 6 мая 1944 года полковник Митропольский был заместителем командира 201-й стрелковой Гатчинской Краснознаменной дивизии, выведенной в это время в резерв 8-й армии. В июле она принимала участие в Нарвской наступательной операции, в боях по овладению города Нарва. После пополнения в середине сентября она вошла в состав 67-й армии 3-го Прибалтийского фронта и участвовала в Прибалтийской наступательной операции. С 30 августа по 15 сентября 1944 года полковник Митропольский временно командовал дивизией. За сентябрьские бои на рижском направлении он был награждён орденом Отечественной войны I степени.
С 12 октября 1944 года по 15 января 1945 года находился на лечении в госпитале в городе Валга. После выздоровления состоял в распоряжении ГУК, затем в феврале 1945 года назначен помощником начальника отдела по устройству возвращения граждан СССР Управления уполномоченного СНК СССР по делам репатриации.

#### Послевоенное время
После войны в той же должности. 18 апреля 1946 полковник Митропольский уволен в запас.
Работал заместителем начальника отдела военизированной охраны в Управлении охраны Министерства цветной металлургии, с августа 1948 года — старшим инспектором в отделе военизированной охраны Министерства металлургической промышленности СССР. С января 1952 года пенсионер.

## Награды
- орден Красного Знамени (30.10.1942)[3]
- орден Отечественной войны I степени (14.10.1944)[4]
- медали, в том числе:
  - «За боевые заслуги» (03.11.1944)[5]
  - «За оборону Ленинграда» (04.07.1943)[6]
  - «За победу над Германией в Великой Отечественной войне 1941—1945 гг.» (13.08.1945)[7]